# Tambō
Der Tanbō (jap. 短棒, dt. „Kurzstab“) auch paarweise Nitanbō, ist ein Holzknüppel (Bō) bzw. Schlagstock.

## Beschreibung
Der Tanbō ist eine Waffe, die von japanischen Wachmännern und okinawanischen Bauern einzeln oder paarweise (Nitanbo) geführt wurde. Die Waffe wurde als Ersatz für Schwerter verwendet, da ihnen das Tragen einer solchen Waffe durch den Kaiser verboten war.
Ein Tanbō ist ein etwa 60 cm bis etwa 100 cm langer und 3 bis 3½ cm dicker Knüppel. Er wird in der Regel aus roter japanischer Eiche gefertigt.
Varianten des Tanbō stellen japanische und okinawanische Polizeiknüppel dar.